# John Martorano
John James Vincent Martorano, detto Johnny (Somerville, 13 dicembre 1940), è un mafioso e collaboratore di giustizia statunitense, ex membro della famigerata Winter Hill Gang.
Conosciuto anche con i soprannomi di The Cook, The Executioner e The Basin Street Butcher, Martorano sin da giovane si fece un nome, all'interno del sottobosco criminale bostoniano, come truce sicario, grazie anche alla sua ferocia ed efferatezza nel portare a termine i propri incarichi, arrivando a far parte, e col tempo a scalarne la gerarchia, della temibile Winter Hill Gang, un'organizzazione criminale irlandese-americana che, dalla seconda metà degli anni settanta ai primi anni 2000, spadroneggiò quasi incontrastata nello stato del Massachusetts.

## Biografia
Martorano nasce a Somerville, nel Massachusetts, il 13 dicembre del 1940, figlio di Angelo Martorano, detto Andy, un immigrato italiano originario di Riesi (in provincia di Caltanissetta), giunto negli Stati Uniti intorno al 1915, e di Elizabeth Mary Hunt, detta Bess, una casalinga statunitense d'origini irlandesi.
Ancora in fasce, si trasferì con la famiglia nella vicina Milton, dove crebbe nel quartiere di East Milton, all'epoca abitato prevalentemente da irlandesi-americani. Martorano frequentò il Mount Saint Charles Academy a Woonsocket, nel Rhode Island, dove praticò football insieme al futuro giornalista televisivo della CBS Ed Bradley. Dopo essere approdato nella Winter Hill Gang, Martorano fu soprannominato Il Macellaio della Strada in Fondo (Basin Street Butcher) e L'Anemia Falciforme (Sickle Cell Anemia). Questi nomignoli furono attribuiti a Martorano per essere stato accusato di omicidi di molti uomini afro-americani, a Roxbury.
Martorano fu arrestato nel 1995 e dopo aver confessato i suoi reati, ricevette una pena di 14 anni di reclusione. Nel 2007, dopo aver anche pagato una multa di $20.000, è stato scarcerato.
Il 15 gennaio 2008, Martorano apparve su CBS News e, nell'intervista, espresse il dolore per l'assassinio di una donna da lui uccisa in passato.

## Vittime di Johnny Martorano
- Alfred Angeli
- John Banno
- Douglas Barrett
- John Callahan
- Richard Castucci
- Elizabeth Dickson
- Ronald Hicks
- John Jackson
- Tommy King
- Michael Milano
- Joseph J. "Indian Joe" Notarangelli
- Spike O'Toole
- Robert Palladino
- Albert Plummer
- William O'Brien
- Herbert Sith
- James Sousa
- Tony Veranis
- Roger Wheeler

## Nei media
- Black Mass - L'ultimo gangster (Black Mass), regia di Scott Cooper (2015)